# Prvenstvo Jugoslavije u ragbiju 1962.
Prvenstvo Jugoslavije u ragbiju za 1962. godinu je osvojila momčad Nada iz Splita.

## Ljestvica
| poz. | klub             | ut. | pob. | rem. | por. | poeni | bod. |
| ---- | ---------------- | --- | ---- | ---- | ---- | ----- | ---- |
| 1.   | Nada Split       | 3   | 3    | 0    | 0    | 50:20 | 6    |
| 2.   | Mladost Zagreb   | 3   | 2    | 0    | 1    | 59:23 | 4    |
| 3.   | Partizan Beograd | 3   | 1    | 0    | 2    | 8:53  | 2    |
| 4.   | Zmaj Zemun       | 3   | 0    | 0    | 3    | 13:34 | 0    |